# Acanthodraco dewitti
Acanthodraco
Genre
Espèce
Acanthodraco dewitti est une espèce de poissons de la famille des Bathydraconidae, seule représentante du genre Acanthodraco.
Cette espèce se rencontre dans le sud-est du Pacifique.

## Publication originale
- (en) Krzysztof Edward Skóra, « Acanthodraco dewitti gen. et sp. n. (Pisces, Bathydraconidae) from Admiralty Bay (King George Island, South Shetland Islands, Antarctica) », Archive of Fishery and Marine Research, vol. 42, no 3,‎ 1995, p. 283--289 (ISSN 0944-1921).